# Enchiridium punctatum
Enchiridium punctatum är en plattmaskart. Enchiridium punctatum ingår i släktet Enchiridium och familjen Prosthiostomidae. Inga underarter finns listade i Catalogue of Life.